# Hillman 10 hp
La 10 hp è un'autovettura prodotta dalla Hillman nel 1913.
Aveva installato un motore a quattro cilindri in linea da 1,8 L di cilindrata. La trazione era posteriore.